# Municipio de Maple Valley (condado de Sanilac)
El municipio de Maple Valley (en inglés: Maple Valley Township) es un municipio ubicado en el condado de Sanilac en el estado estadounidense de Míchigan. En el año 2010 tenía una población de 1221 habitantes y una densidad poblacional de 13,64 personas por km².

## Geografía
El municipio de Maple Valley se encuentra ubicado en las coordenadas 43°11′38″N 82°56′1″O / 43.19389, -82.93361. Según la Oficina del Censo de los Estados Unidos, el municipio tiene una superficie total de 89.5 km², de la cual 89,38 km² corresponden a tierra firme y (0,14 %) 0,12 km² es agua.

## Demografía
Según el censo de 2010, había 1221 personas residiendo en el municipio de Maple Valley. La densidad de población era de 13,64 hab./km². De los 1221 habitantes, el municipio de Maple Valley estaba compuesto por el 98,85 % blancos, el 0,25 % eran afroamericanos, el 0,33 % eran amerindios, el 0,25 % eran asiáticos y el 0,33 % eran de una mezcla de razas. Del total de la población el 1,88 % eran hispanos o latinos de cualquier raza.